# Rechta (Sukowy)

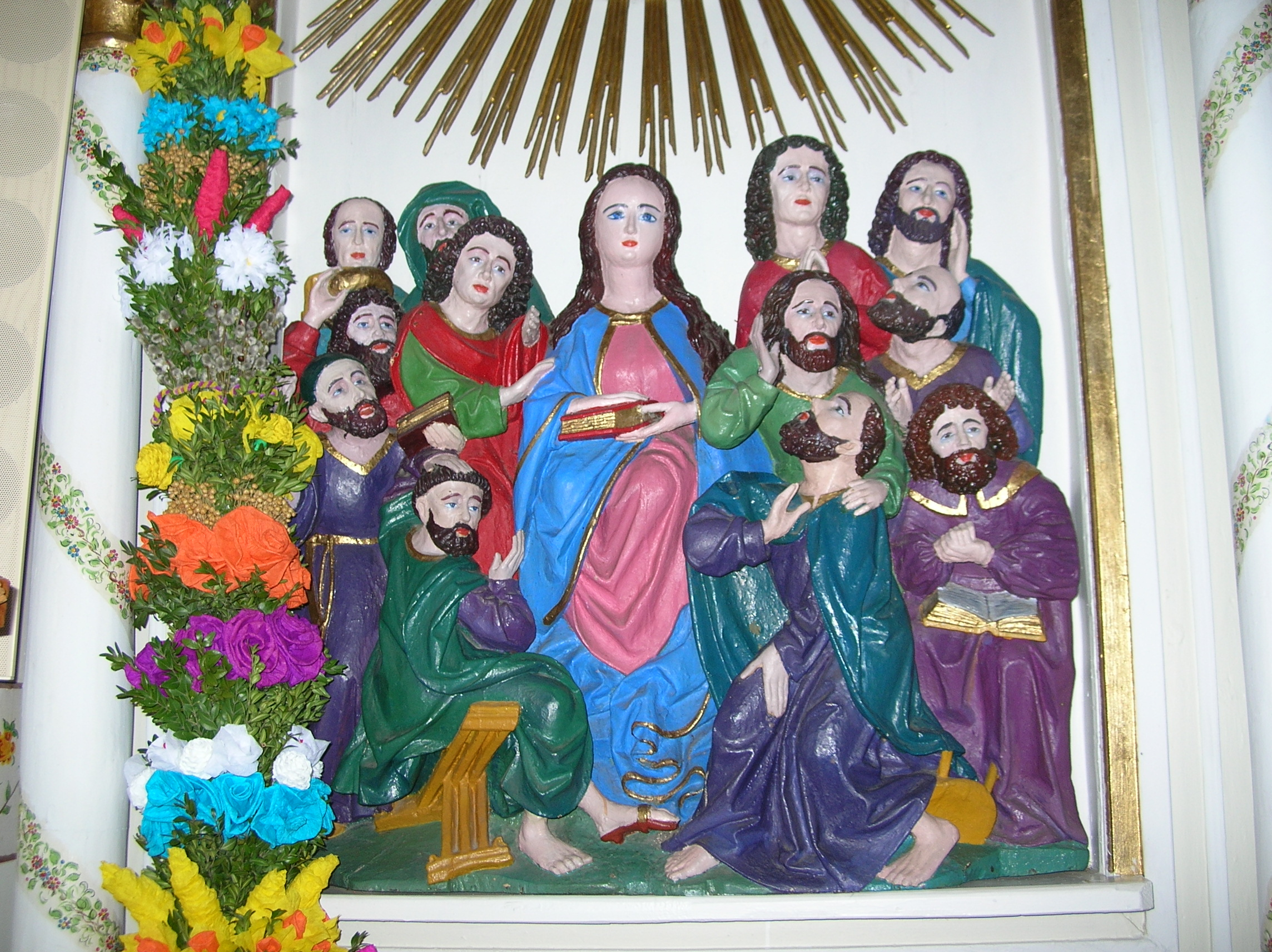
Boczny ołtarz późnogotycki w kościele pw. św. Barbary

Rechta – część wsi Sukowy w Polsce, położona w województwie kujawsko-pomorskim, w powiecie inowrocławskim, w gminie Kruszwica.

## Historia
Wieś należała do dziedziców dóbr Sukowy. Około roku 1570 wybudowano tu drewnianą kaplicę publiczną pod wezwaniem św. Barbary. Według Słownika geograficznego Królestwa Polskiego z roku 1888, szesnastowieczne regestry poborowe nie wymieniają Rechty. Drewniany kościół powstał w roku 1753, w stylu barokowym. 

## Kościół i parafia
Parafię utworzono dopiero w 1962 r. Cmentarz założono 29 czerwca 1993 roku.
W skład parafii św. Barbary i NMP Matki Kościoła w Rechcie wchodzą miejscowości Młynice, Rechta i Sukowy. Pod opieką parafii jest również cmentarz w Rechcie. Na plebanii znajdują się księgi metrykalne ochrzczonych, małżeństw i zmarłych, wszystkie od 1962 roku.
W latach 1975–1998 miejscowość administracyjnie należała do województwa bydgoskiego.

## Zabytki
Według rejestru zabytków NID na listę zabytków wpisany jest drewniany kościół parafialny pw. św. Barbary z 1753, nr rej.: A/826 z 16.07.1996.
W 2014 we wnętrzu kościoła przeprowadzono prace konserwatorskie.